# Wilhelm Feldman

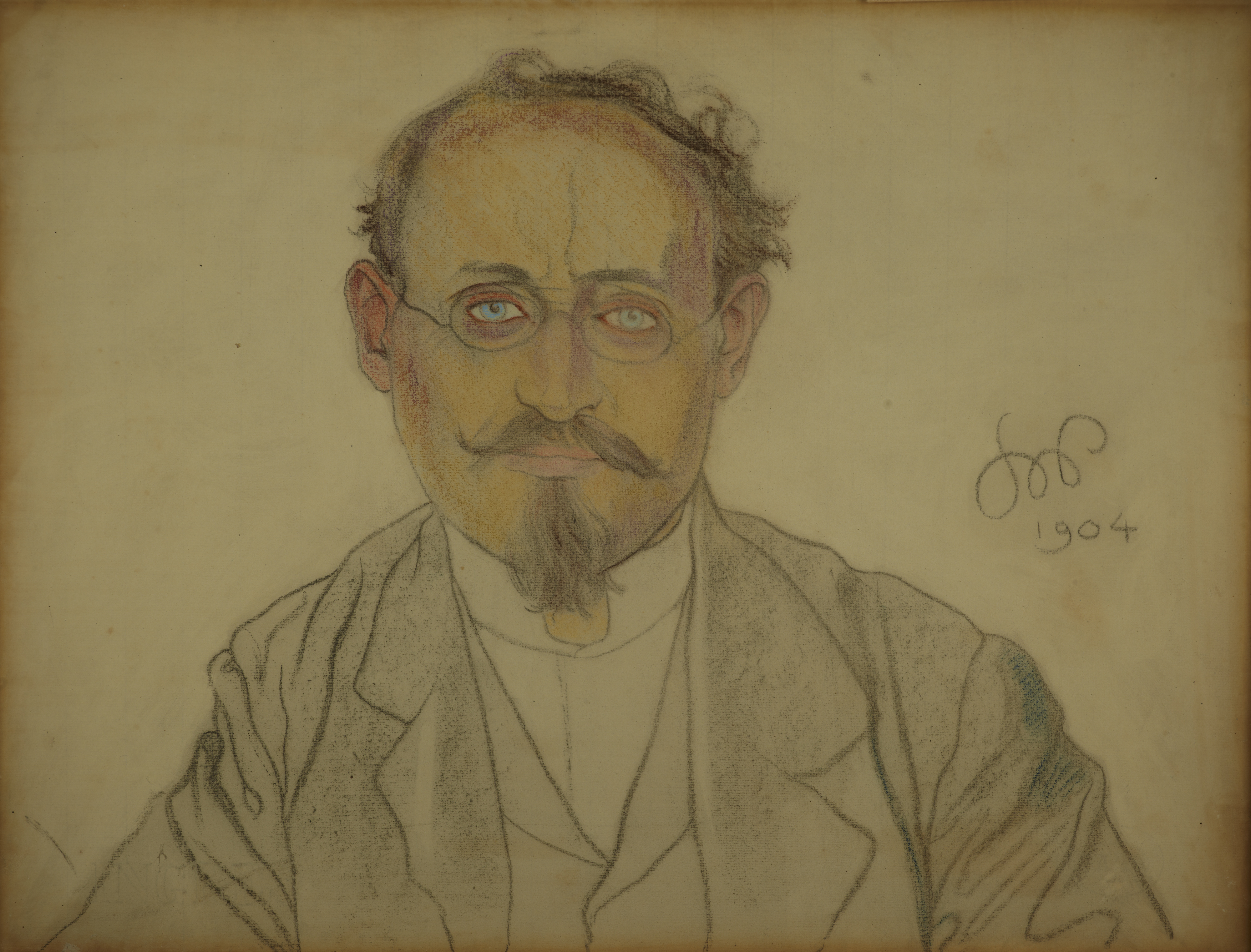
portret W. Feldmana namalowany przez St. Wyspiańskiego

Wilhelm Feldman (ur. 8 kwietnia 1868 w Zbarażu, zm. 25 października 1919 w Krakowie) – polski publicysta, krytyk i historyk literatury, autor m.in. monografii Współczesna literatura polska (1902); dramatopisarz i prozaik.
Żonaty z Marią z Kleinmanów (tłumaczką literatury w językach zachodnich), miał z nią syna Józefa.

## Życiorys
Feldman pochodził z ortodoksyjnej rodziny żydowskiej, jako dziecko uczył się w chederze, gdzie otrzymał wykształcenie religijne. Potajemnie nawiązał kontakt z młodzieżą polską i, opanowawszy podstawy języka polskiego, w 13. roku życia zainteresował się także polską literaturą. Był gorącym zwolennikiem ruchu asymilacyjnego. W wieku 15 lat podczas uroczystości 200. rocznicy wyzwolenia Wiednia wystąpił w synagodze zbaraskiej z przemówieniem na cześć Sobieskiego, polskiego bohaterstwa i obowiązków Żydów wobec Polski jako przybranej ojczyzny. Tłum chasydów, wzburzony profanacją świątyni, poturbował młodego mówcę.
W wieku lat 18 znalazł się we Lwowie gdzie, zarabiając jako korepetytor i cierpiąc dotkliwą biedę, poświęcił się całkowicie akcji asymilacyjnej wśród Żydów. W tym okresie pomogli mu działacze żydowscy – dr Lilien i Nossig, zaprzyjaźnił się również z dwoma zbarażanami, Daszyńskimi, ale największy wpływ miał na niego sędziwy weteran powstania 1831, Mieczysław Darowski.
Już w 1886 rozwijał żywą akcję na polu „uobywatelenia” Żydów, wydawał w tym duchu czasopisma i broszury („Asymilatorzy, sjoniści i Polacy”; „O jargonie żydowskim”; „Stosunek Mickiewicza do Żydów”; „Kościuszko i Berek Joselowicz”). Będąc sekretarzem barona Hirscha (w Krakowie 1891–1894), miał sposobność wcielania swych idei w życie.
Z kwestii żydowskiej przeszedł do spraw społecznych i brał udział w formowaniu w Galicji partii radykalno-postępowej. Należał do założycieli organu młodzieży postępowej „Ognisko”.
W 1895 w Berlinie słuchał wykładów z dziedziny nauk społecznych i filozofii, lecz z końcem roku musiał Berlin opuścić, ponieważ wytoczono mu proces o „propagandę wielkopolską”; osiadł w Krakowie, gdzie założył „Dziennik Krakowski”, redagowany w duchu demokratyczno-wolnomyślnym. Po półtorarocznym istnieniu dziennik przestał wychodzić i Feldman przeniósł się do Lwowa, gdzie utrzymywał się z prac literackich i publicystycznych.
W 1901 objął wydawnictwo upadającego miesięcznika krakowskiego „Krytyka” i prowadził je z powodzeniem (do 1914), początkowo we Lwowie, później w Krakowie. Prócz tego zajmował się organizacją uniwersytetów ludowych (Uniwersytetu Ludowego w Krakowie i Wyższych Kursów Wakacyjnych w Zakopanem) i sam wygłosił wiele popularnych wykładów o kwestiach estetycznych, historyczno-literackich i filozoficznych. Podczas I wojny światowej poparł Piłsudskiego i wstąpił do Legionów.
Zmarł na czerwonkę. Pochowany został na cmentarzu Rakowickim w Krakowie, w grobowcu rodzinnym, kwaterze 33 II.

## Twórczość
Jego sztandarowe opracowanie „Współczesna literatura polska” miało za życia autora kilka wydań zawierających uzupełnienia autora obejmujące kolejne okresy (np. wydanie II z 1901 obejmowało okres 1880–1901 do wydania III z 1905 roku Feldman dodał tom czwarty do 1904, a wydanie szóste z 1918 objęło już czasy od 1864–1917). Wydanie ósme, opracowane po śmierci Feldmana przez Stanisława Lama w 1930 obejmowało już okres 1864–1923. Wśród innych prac publicystycznych napisał także m.in. „O Rosji” (Kraków, 1903); „Współczesna krytyka literacka w Polsce” (Lwów 1905); „Stronnictwa i programy polityczne w Galicji 1846–1906” (Kraków 1906–1907); „Dzieje polskiej myśli politycznej w okresie porozbiorowym” (Kraków, 1913–1920).
Wydał także prace literackie, m.in.: Piękna Żydówka (1887); Żydziak (1888); Nowele i obrazki (1889); W okowach (1890); Jak w życiu (1892); Nowi ludzie (1894); Ananke (1897); Sądy Boże (dramat, 1898, wystawiony i drukowany w Warszawie w 1899), Cudotwórca (1901) dramat, grany w Warszawie, Lwowie i Krakowie; Czyste ręce, dramat (1901); Trzech muszkieterów (Kraków, 1903); My artyści (sztuka w 4 aktach, Lwów 1909). EPITAPHIUM Ignacego Maciejowskiego Sewera, wspomnienie, druk UJ, 1902.
Był też autorem dzieła Kodeks honorowy i reguły pojedynku (1899).